# مانويل غوتيريز ناخيرا
مانويل غوتيريز ناخيرا (بالإسبانية: Manuel Gutiérrez Nájera)‏ هو صحفي وكاتب وشاعر مكسيكي، ولد في 22 ديسمبر 1859 في مدينة مكسيكو في المكسيك، وتوفي بنفس المكان في 3 فبراير 1895 بسبب هيموفيليا.

## وصلات خارجية
- مانويل غوتيريز ناخيرا على موقع الموسوعة البريطانية (الإنجليزية)
- مانويل غوتيريز ناخيرا على موقع ميوزك برينز (الإنجليزية)